# یوری یلیسیف
یوری یلیسیف (روسی: Юрий Константинович Елисеев؛ زادهٔ ۲۶ سپتامبر ۱۹۴۹) بازیکن فوتبال اهل اتحاد جماهیر شوروی سوسیالیستی بود.
از باشگاه‌هایی که در آن بازی کرده‌است می‌توان به باشگاه فوتبال لوکوموتیو مسکو، باشگاه فوتبال کریلیا سووتوف سامارا، و باشگاه فوتبال زوریا لوهانسک اشاره کرد.
وی همچنین در تیم ملی فوتبال شوروی بازی کرده‌است.